# 149e Veldtrainingsdivisie
De 149e Veldtrainingsdivisie (Duits: 149. Feldausbildungs-Division) was een Duitse militaire eenheid in de Tweede Wereldoorlog.

## Oprichting en krijgsgeschiedenis
De eenheid werd op 12 maart 1945 opgericht in Nederland door de Oberbefehlshaber West in Wehrkreis VI. De oprichting en training vond maar gedeeltelijk plaats. Tijdens haar gehele bestaan was de divisie gestationeerd in Nederland.
De divisie capituleerde met de overgave van Duitsland op 8 mei 1945.

## Samenstelling
Vermoedelijke samenstelling van de divisie:
- Grenadier-Feldausbildungs-Regiment 1301
- Grenadier-Feldausbildungs-Regiment 1302
- Grenadier-Feldausbildungs-Regiment 1303
- Divisionseinheiten 1449

## Bovenliggende bevelslagen
| Leger     | Legergroep  | Plaats/regio   | Begin         | Eind       |
| --------- | ----------- | -------------- | ------------- | ---------- |
| 25e Leger | OB Nordwest | West-Nederland | 12 maart 1945 | 8 mei 1945 |

## Commandanten
| Rang            | Naam           | Begin         | Eind          |
| --------------- | -------------- | ------------- | ------------- |
| Generalmajor    | August Wellm   | 20 maart 1945 | 27 maart 1945 |
| Generalleutnant | Fritz Kühlwein | 27 maart 1945 | 8 mei 1945    |

## Opmerking
Hoewel Tessin spreekt van 149. Feldausbildungs-Division en ook zo op OKH-Lagekarten vermeld, vermelden andere documenten de naam 149. Infanterie-Division. Algemeen wordt uitgegaan van 149. Feldausbildungs-Division.